# Jesús Santamaría Antonio

Jesús Santamaría Antonio,  nacido el 4 de enero de 1945, Igúzquiza, Navarra es un químico y físico español, miembro de la Real Academia de Ciencias Exactas, Físicas y Naturales.

## Títulos
- Catedrático de Química Física desde 1983
- Decano de la Facultad de Ciencias Químicas de la UCM desde 1998.
- Doctor en Ciencias Químicas por la Universidad Complutense, con formación postdoctoral en la Universidad de California, Irvine, CA., sobre dinámica molecular por simulación computacional.
- Profesor Agregado y catedrático en la Universidad de Sevilla y realizó cuatro estancias estivales en la Universidad de Cornell, Ithaca, NY. en los años 80, y un año sabático 1990-91 en UC Irvine, CA., así como estancias de intercambio en University College de Londres, Nottingham, etc.
- Fue desde 1977 el introductor en las Facultades de Química de España de los métodos de simulación con ordenador, aplicados al estudio tanto de la dinámica de reacciones químicas como del comportamiento de los líquidos poliatómicos.
- Recientemente ha dirigido sus trabajos hacia el estudio de reacciones químicas en fase condensada y a las técnicas de una verdadera dinámica cuántica mediante la propagación de paquetes de onda por integración de la ecuación de Schrödinger dependiente del tiempo.
- Participó en diferentes proyectos internacionales: 
  - proyecto de investigación cooperativa US-España (1985-88)
  - Acciones Integradas UK-España (1989 y 1996)
  - Red ULTRA de Femtoquímica de la European SF (1999- 2002).
- Ha dirigido 8 tesis doctorales y 19 tesinas, siendo autor de numerosos trabajos.
- Decano de la Facultad de Química de la Complutense (1998-2006)

## Fuente
- RAC